# Roanoke, Alabama
Roanoke là một thành phố thuộc quận Randolph, tiểu bang Alabama, Hoa Kỳ. Dân số năm 2009 là 6649 người, mật độ đạt 137 người/km².